# Richard Jura
Richard František Jura (28. června 1902 Zastávka – ???) byl moravský učitel, redaktor a sběratel lidových pověstí.

## Život
Zdroje uvádějí chybný rok narození 1909. Narodil se v rodině Richarda Jury (1877) topiče na šachtě a Tekly roz. Květové (1878). Měl bratra Františka Roberta. Oženil se r. 1927 v Loukách se Zofií Pawlikovou (1906)
Richard Jura vystudoval učitelský ústav v Brně. Byl učitelem a řídicím učitelem v Loukách nad Olzou (ves poblíž Fryštátu, nyní součást Karviné). Podílel se na organizační práci v učitelských spolcích. Redigoval se svým bratrem Františkem časopis Českým dětem, později přejmenovaným na Slezským dětem. Časopis byl vydáván tehdejším krajinským spolkem českých učitelů okresů Těšín, Fryštát a Frýdek.
Bratři Jurové získali pro spolupráci řadu autorů z Opavska a z Ostravska. K přispěvatelům patřili např. Jaroslav Šulc, Emil Dvořák, Josef Tesařík a Zdeněk Bár.
Richard Jura řídil dětskou přílohu ostravského Moravsko-Slezského deníku. Autorsky se podílel na publikacích slezských a slovenských pověstí. V letech 1940–1948 byl členem Moravského kola spisovatelů

## Dílo
- Koruna slezské země – ilustroval O. Cihelka; in Slezským dětem, r. IV, č. 1, s. 1–3, 1932/1933
- Černá kněžna – in: Slezským dětem – Roč. IV, č. 9, s. 1–4, 1932/1933[5]
- Staré pověsti slezské – spolu s bratrem Františkem; ilustroval O. Cihelka. Praha: Vojtěch Šeba, 1934
- Pověsti slovenských hradů a zámků – spolu s bratrem. Praha: Josef Hokr, 1937–1938
- Pověsti slovenských hradů a zámků – spolu s bratrem; perokresby hradů a dějové výjevy od Josefa Kočího. Praha: Josef Hokr, 1939